# Павлишин Юліан
Юліян (Юліан)  Павли́шин  (13 липня 1908, с. Жизномир, нині Чортківського району Тернопільської області — 2008, США) — український лікар та громадський діяч в Галичині та США, пластовий діяч у США. Член УЛТ Північної Америки та кількох об'єднань американських лікарів. Доктор наук.

## Життєпис
З 1928 року був діяльним у забороненому товаристві «Пласт». Медичні студії — у Варшаві, де у 1938-39 роках був головою Української студентської громади, 1-м головою Медичної громади.. 17 травня 1930 року склав випускний екзамен у Бучацькій гімназії. 
Як діяч товариства «Просвіта» разом з д-ром Остапом Воронкою читали лекції, зокрема, на тему «Мати — перший лікар». Мав приватну медичну практику в Жизномирі, Холмі, Чорткові. Зокрема, лікував повстанців з УПА, ОУН. Був арештований НКВД після «возз'єднання» Західної України.
У 1949 р. здобув ступінь доктора медицини в Гайдельберзькому університеті, Німеччина.
У 1950 емігрував до США. Займався лікарською практикою в шт. Міннесота. Останні 10 років очолював лікарню для хворих на алкоголізм і наркоманію у штаті Міннесота.
Член «Пласту» з 1922 року. Активний учасник українського життя в діаспорі, багато сил і власних коштів доклав для розвитку української мови і культури як в діаспорі, так і в Україні: щедро жертвував на українське шкільництво в Бразилії і Югославії, на Українську Харитативну службу в м. Мюнхені та на розвиток рідної Тернопільщини. Заповів свою домівку пластовій станиці.
На видання книги «Бучач і Бучаччина» виплатив 100 USD.
Автор нарису «Здоровний стан Бучаччини» у збірнику «Бучач і Бучаччина» (Ферґус Фолс, 24 вересня 1970).
Похований на цвинтарі св. Марії у Фокс-Чейсі, Пенсільванія.

### Сім'я
Дружина — Мирослава Марія, з дому Воркун, донька судді в Борщеві. Одружились у 1947 році в Німеччині. Діти: Марія, Стефанія, Христина.